# 龙须带水库
龙须带水库，位于广东省清新县浸潭镇北部，是滨江上游右岸支流黄洞水中游的一座中型水库。工程于1977年4月动工，1981年9月蓄水，1982年8月全面完成。水库控制流域面积178.5平方千米，总库容8845万立方米。大坝为黏土斜心墙土石混合坝，最大坝高75米，顶顶宽8米，坝顶长210米，坝底最大宽356.10米。水库引水涵一级电站装机容量1.26万千瓦，年均发电量4756万千瓦时。水库四周环境优美，现为著名的旅游胜地。